# Víctor Ugas
Víctor Ugas es un periodista venezolano. Ugas fue detenido en 2014 después de publicar una fotografía del diputado oficialista fallecido Robert Serra, en 2019, junto con el diputado a la Asamblea Nacional para quien era asistente, Gilber Caro, y nuevamente en 2024 producto de un altercado público en un local nocturno en Caracas con un tiktoker de tendencia oficialista.

## Detenciones
La investigación contra Ugas empezó por primera vez el 10 de octubre de 2014, después de la muerte del diputado oficialista Robert Serra. Ugas fue detenido el 15 de octubre después de publicar una fotografía de Serra, y el 17 de octubre fue trasladado por funcionarios del Servicio Bolivariano de Inteligencia Nacional (SEBIN) a El Helicoide como respuesta a una orden de aprehensión solicitada por el Ministerio Público. Ugas fue liberado después de permanecer más de ocho meses en la sede del SEBIN el 9 de julio de 2015.
Víctor fue detenido nuevamente el 20 de diciembre de 2019 junto al diputado a la Asamblea Nacional para quien era asistente, Gilber Caro, por funcionarios de las Fuerzas de Acciones Especiales (FAES). El procedimiento fue calificado por el partido Voluntad Popular como arbitrario. y liberado  el 17 de enero de 2020 permaneciendo 28 días detenido sin ninguna justificación.
El 18 de agosto de 2024 fue detenido por una confrontación con el tiktoker Emmanuel Marcano de tendencia oficialista en un local nocturno de Caracas, fue trasladado a Yare III,  por el presunto delito de «incitación al odio y agavillamiento». El 16 de enero de 2025 el Colegio Nacional de Periodistas pidió la libertad de al menos 11 periodistas entre los cuales se cuenta a Víctor Ugas.